# Кенай (аэропорт)
Муниципальный аэропорт Кенай (англ. Kenai Municipal Airport), (ИАТА: ENA, ИКАО: PAEN, FAA LID: ENA) — государственный гражданский аэропорт, расположенный в городе Кенай (Аляска), США.

## Операционная деятельность
Муниципальный аэропорт Кенай занимает площадь в 486 гектар, расположен на высоте 30 метров над уровнем моря и эксплуатирует три взлётно-посадочные полосы:
- 1L/19R размерами 2312 х 46 метров с асфальтовым покрытием;
- 1R/19L размерами 610 х 18 метров с гравийным покрытием;
- 1W/19W размерами 1418 x 46 метров, предназначенная для приёма гидросамолётов.

За период с 31 марта 2005 по 31 марта 2006 года Муниципальный аэропорт Кенай обработал 74 321 операций по взлётам и посадкам самолётов (в среднем 203 операции в день), из которых 46 % заняли рейсы аэротакси, 44 % — авиации общего назначения, 9 % — военной авиации и 1 % составили регулярные коммерческие рейсы. В данный период в аэропорту базировалось 78 самолётов, из которых 96 % — однодвигательные и 4 % — многодвигательные.